# Les Heures nues
Pour plus de détails, voir Fiche technique et Distribution.
Les Heures nues (Le ore nude) est un film dramatique italien réalisé par Marco Vicario et sorti en 1964.
Il s'agit de l'adaptation de la nouvelle Appuntamento al mare d'Alberto Moravia,, incluse dans le recueil L'automa (it) paru en 1962.

## Synopsis
Carla rencontre l'étudiant Aldo et a une liaison d'un soir avec lui, une expérience qu'elle aimerait répéter immédiatement après avec son mari Massimo.

## Fiche technique
- Titre français : Les Heures nues[3]
- Titre original italien : Le ore nude[4]
- Réalisateur : Marco Vicario
- Scénario : Marco Vicario, Tonino Guerra d'après la nouvelle Appuntamento al mare d'Alberto Moravia, incluse dans le recueil L'automa (it) paru en 1962.
- Photographie : Carlo Di Palma
- Montage : Roberto Cinquini
- Musique : Riz Ortolani
- Décors : Riccardo Domenici (sous le nom de « Dick Domenici »), Francesco Bronzi
- Production : Marco Vicario
- Société de production : Atlantica Cinematografica Produzione Films
- Pays de production :  Italie
- Langues originales : italien
- Format : Noir et blanc - 1,66:1 - Son mono - 35 mm
- Durée : 92 minutes
- Genre : Drame
- Dates de sortie :
  - Italie : décembre 1964 (visa délivré le 5 septembre 1964[4])
  - France : 15 mai 1966[3]

## Distribution
- Rossana Podestà : Carla
- Keir Dullea : Aldo
- Bruno Scipioni : Marcello, le chauffeur
- Philippe Leroy : Massimo
- Odoardo Spadaro : Grand-père
- Tina Lepri : Claudia
- Otello Taglietti :
- Antonio Reis :
- Gabriele Basili :
- Maurizio Conti :